# 衛生福利部恆春旅遊醫院
衛生福利部恆春旅遊醫院，是一所位於屏東縣恆春鎮的衛生福利部所屬醫院。創設於1949年6月1日，屬於地區醫院等級。

## 歷史
1949年6月1日，在恆春籍高雄縣參議會議長葉登祺爭取下，設立「高雄縣立恆春醫院」。1951年，因行政區劃調整，屏東縣自高雄縣獨立分出，因此改名為「屏東縣立恆春醫院」。1952年起納入台灣省立屏東醫院下的分院，因此改名為「台灣省立屏東醫院恆春分院」。1959年8月15日，恆春地震重創恆春分院，台灣省衛生處撥補美援款項300萬，將分院重新改建。
1999年7月1日，省立醫院納入衛生署編制，因此改隸「行政院衛生署屏東醫院恆春分院」。2007年5月2日，恆春分院正式升格為「行政院衛生署恆春旅遊醫院」。

## 歷任院長

### 恆春分院時期
| 任次 | 姓名   | 就職時間      | 卸任時間      | 備註                   |
| ---- | ------ | ------------- | ------------- | ---------------------- |
| 1    | 郭金爐 | 1949年6月1日  | 1951年1月1日  |                        |
| 2    | 吳溪濤 | 1951年1月1日  | 1952年6月1日  |                        |
| 3    | 邱春桂 | 1952年6月1日  | 1957年2月6日  |                        |
| 4    | 龔萬進 | 1957年2月6日  | 1964年2月16日 |                        |
| 5    | 高東輝 | 1964年2月16日 | 1966年2月16日 |                        |
| 6    | 戴鐵雄 | 1966年2月16日 | 1969年1月10日 |                        |
| 7    | 許銀川 | 1969年1月10日 | 1971年9月5日  |                        |
| 8    | 李啟東 | 1971年9月5日  | 1972年2月21日 |                        |
| 9    | 雷永恩 | 1972年2月21日 | 1974年3月1日  |                        |
| 10   | 吳正男 | 1974年3月1日  | 1978年6月3日  |                        |
| 11   | 邱達海 | 1978年6月3日  | 1981年5月11日 |                        |
| 12   | 蔡善言 | 1981年5月11日 | 1981年11月5日 |                        |
| 13   | 簡武正 | 1981年11月5日 | 1992年2月13日 |                        |
| 14   | 康啟杰 | 1992年3月19日 | 1994年2月1日  |                        |
| 15   | 蔡光昭 | 1994年2月1日  | 1998年3月16日 |                        |
| 16   | 張世明 | 1998年3月16日 | 2007年3月23日 |                        |
| 17   | 吳彬安 | 2007年3月23日 | 2007年5月2日  | 獨立升格為恆春旅遊醫院 |

### 恆春旅遊醫院
| 任次 | 姓名   | 就職時間      | 卸任時間      | 備註 |
| ---- | ------ | ------------- | ------------- | ---- |
| 1    | 吳彬安 | 2007年5月2日  | 2010年12月9日 |      |
| 2    | 曾孔彥 | 2010年12月9日 | 2015年9月9日  |      |
| 3    | 潘正欽 | 2015年9月10日 | 2019年3月30日 |      |
| 代理 | 曾孔彥 | 2019年3月31日 | 2019年7月30日 |      |
| 4    | 徐國芳 | 2019年7月31日 | 2024年1月16日 |      |
| 代理 | 孫武   | 2024年1月17日 | 2024年9月11日 |      |
| 5    | 蔡昌宏 | 2024年9月12日 | 至今          |      |